# Seznam belgijskih pesnikov
Seznam belgijskih pesnikov.

## G
- Guido Gezelle

## B
- Jan van Beers
- Jean Lemaire de Belges
- Marcel Broodthaers

## E
- Max Elskamp
- Willem Elsschot

## L
- Camille Lemonnier

## M
- Maurice Maeterlinck
- Henri Michaux
- Pol de Mont

## O
- Paul van Ostaijen

## R
- Georges Rodenbach
- Maurice Roelants

## S
- Paul (Louis François) Spaak

## T
- Marcel Thiry

## V
- Émile Verhaeren
- Jean-Pierre Verheggen
- Dimitri Verhulst

## W
- Liliane Wouters